# Frændeløs
Frændeløs er en dansk eksperimentalfilm fra 1970, der er instrueret af Allan de Waal, Bjørn Nørgaard, Per Kirkeby, Jørgen Leth, Vagn Lundbye, Peter Louis-Jensen og Lene Adler Petersen efter manuskript af de seks første og Ole John.

## Handling
Antologi af seks eksperimentalfilm, der forudsætter eller belyser hinanden. 

1) Allan de Waal: Undersøgelse af et forladt hippiehus.

2) Bjørn Nørgaard og Lene Adler Petersen: Den kvindelige Kristus. Fem underafsnit. a) Den kvindelige Kristus korsfæstet ved Roskilde Fjord. b) Den kvindelige Kristus på Børsen. c) Den kvindelige Kristus blotter sig foran et kors i en baggård på Nørrebro. d) Kvindekrop med bryster og skød blottet på en græsplæne. e) Udstilling af Bjørn Nørgaards "kneppemaskiner". Den kvindelige Kristus er ophængt nøgen heri og har til sidst samleje med Nørgaard. 

3) Per Kirkeby: Det primitive liv i skoven. 

4) Jørgen Leth: Interview med hippiepige. 

5) Vagn Lundbye: Parafrase over spaghetti-western. 

6) Peter Louis-Jensen: Revolverafsnit af billed- og lydstøj.

## Baggrund
En række af periodens vigtigste 'undergrundskunstnere', der havde haft tilknytning til den netop opløste kunstnergruppe ABCinema, manifesterede sig i denne antologi, der blev finansieret af Kortfilmrådet. Ole John fotograferede alle afsnit. Mest opmærksomhed vakte Bjørn Nørgaards og Lene Adler Petersens afsnit, hvor Lene Adler Petersen fremstiller Den kvindelige Kristus, som hun allerede havde gjort det året før i parrets eksperimenterende kortfilm Den grønne kjole. Optagelserne på Børsen, hvor hun uanmeldt gik nøgen gennem børssalen bærende et kors, bragte nogen forstyrrelse i obligationshandelen og fik en del presseomtale. (Scenen, der skulle minde om dengang, Jesus drev kræmmerne ud af templet, skal være genbrugt året efter i Nørgaards aldrig udsendte tv-film En forførers dagbog). Nok så provokerende var dog Nørgaards og Adler Petersens sidste underafsnit med dets sadomasochistiske præg.
Afsnittene er ret forskellige og præget af de enkelte kunstneres individuelle interesser. Per Kirkebys afsnit har et romantisk præg. Jørgen Leth lader hippiepigen fortælle om en tur til Nepal direkte til kameraet, en form, han siden rendyrkede på film. Endelig afspejler Vagn Lundbyes afsnit dennes interesse for myter og arketyper. Det er optaget i Spanien, og Lundbye medvirker selv, forklædt som Clint Eastwood.
De traditionelle filmanmeldere havde ikke meget godt at sige om denne antologi, der var skabt af folk fra andre kunstarter. Den blev kaldt amatøragtig og betegnet som en dårlig Andy Warhol-efterligning. Andre kunstnere tog dog Frændeløs i forsvar og mente, at filmanmelderne forvekslede kunst med teknisk snilde. Fra Kortfilmrådets side blev det påpeget, at den efter traditionelle normer dårlige lyd- og billedkvalitet var et bevidst æstetisk valg. Selv om filmen var offentligt finansieret, nægtede Statens Filmcentral til at begynde med at distribuere den. Den kom til at optræde i et særligt katalog sammen med andre kontroversielle produktioner fra Kortfilmrådet.